# Петров, Максим (танцор)
Максим Петров (род. 13 сентября 1978, Барнаул) — российский танцор.

## Биография
Родился 13 сентября 1978 года.
В 2000 году окончил Алтайский государственный институт культуры и искусств.
Танцевал с детства, первые шаги сделал в 14 лет Не собирался заниматься хореографией, но в Германии его отец взял автограф у чемпионки мира по бальным танцам, что увлекло мальчика.
После окончания института переехал в Москву. В 2004 году ненадолго поехал в Англию. В Россию вернулся в 2006 году, в ранге танцора международного класса. Во время пребывания в Великобритании стал финалистом нескольких престижных турниров.
В Исландии стал главным педагогом сборной страны по бальным танцам. В 2012—2013 годах побывал в США.
В основном он живёт и работает в Европе (в частности, в Исландии), где у него сотни учеников.

### «Танцы со звёздами» вРоссии
Впервые поучаствовал в шоу в 2015 году в паре с режиссёром Валерией Гай Германикой.
В 2016 году вышел на паркет с актрисой Ириной Безруковой. Вылетел в полуфинале.
В 2020 году попал в пару к актрисе Алёне Бабенко. Были одними из фаворитами, но остановились «в двух шагах» от финала из-за болезни Алёны.

### «Танцы со звёздами» вИсландии
В 2018 году участвовал выиграли в паре с певицей Йоханной.
В 2019 году был в паре с певицей Региной.

## Личная жизнь
В 2015 году на «Танцах со звёздами» познакомился с актрисой Агнией Кузнецовой. В том же году сыграли свадьбу.
В 2019 году родился сын.

## Награды
- Судья международной категории[3].
- Мастер спорта России по танцам[3].
- Финалист и победитель международных турниров (в частности, Английских)[3][12].
- Танцор международного класса[1].